# Cobán
Cobán (kekczi: Kob'an) – miasto w środkowej Gwatemali położone nad rzeką Cahabón, ośrodek administracyjny departamentu Alta Verapaz. W 2012 miasto liczyło blisko 69 tys. mieszkańców a cała gmina ponad 96 tys. W mieście jest przetwórstwo kawy. W Cobán rozwinął się przemysł skórzany, włókienniczy, drzewny. W pobliżu miasta znajduje się port lotniczy Coban.
Na terenie gminy leży park narodowy (hiszp. Parque Nacional Las Victorias), będący najczęściej odwiedzanym miejscem turystycznym na terenie departamentu Alta Verapaz.
Lokalny stadion Estadio Verapaz za sprawą nietypowego położenia (dookoła stadionu roztaczają się las sosnowy oraz wysokie wzniesienia, z których można oglądać spotkanie) jest uznawany za jeden z najbardziej nietypowych stadionów w Ameryce. Swoje mecze rozgrywa na nim klub piłkarski Cobán Imperial. 